# Andrews (Familienname)
Andrews ist ein englischer Familienname.

## Herkunft und Bedeutung
Es ist ein patronymischer Name mit der Bedeutung „Sohn (oder Angehöriger) des Andrew“.

## Varianten
- Andrewes, Anderson, McAndrew

In anderen Sprachen:
- Andres, Andress (Andreß), Anders, Andresen, Andreessen, Andrésson, Andersen, Anderssen, Andersson, Drews, Drees

## Namensträger

### A
- A. David Andrews (* 1933), britischer Astronom
- Abby Andrews (* 2000), australische Wasserballspielerin
- Aikim Andrews (* 1996), Fußballspieler aus Trinidad und Tobago
- Albert LeRoy Andrews (1878–1961), US-amerikanischer Germanist, Lehrer und Botaniker
- Alison Andrews-Paul (* 1997), kanadisch-neuseeländische Mittelstreckenläuferin
- Andy Andrews (Autor) (* 1959), US-amerikanischer Schriftsteller
- Andy Andrews (Tennisspieler) (* 1959), US-amerikanischer Tennisspieler
- Anthony Andrews (* 1948), britischer Schauspieler
- Antoine Andrews (* 2003), bahamaischer Hürdenläufer
- Arthur Andrews (Radsportler) (1876–1930), US-amerikanischer Radsportler
- Arthur Glenn Andrews (1909–2008), US-amerikanischer Politiker, siehe Glenn Andrews

### B
- Barry Andrews (* 1967), irischer Politiker
- Benny Andrews (1930–2006), US-amerikanischer Künstler
- Bill Andrews (Filmarchitekt) (William Charles Andrews; 1901–1986), britischer Filmarchitekt
- Bill Andrews (Cricketspieler) (William Harry Russell Andrews; 1908–1989), englischer Cricketspieler
- Billy Andrews (Fußballspieler, 1874) (William Robert Andrews; 1874–1921), schottischer Fußballspieler
- Billy Andrews (Fußballspieler, 1886) (William Andrews; 1886–??), irischer Fußballspieler
- Billy Andrews (Footballspieler) (William Doughty Andrews Jr.; * 1945), US-amerikanischer American-Football-Spieler
- Bob Andrews (Musiker) (* 1959), britischer Musiker
- Bradley Andrews (* 1979), englischer Fußballspieler
- Brittany Andrews (* 1973), US-amerikanische Pornodarstellerin
- Bruce Andrews (* 1948), US-amerikanischer Dichter, Politikwissenschaftler und Hochschullehrer

### C
- Charles Andrews (Politiker) (1814–1852), US-amerikanischer Politiker
- Charles B. Andrews (1836–1902), US-amerikanischer Politiker
- Charles Freer Andrews (1871–1940), britischer Missionar
- Charles McLean Andrews (1863–1943), US-amerikanischer Historiker
- Charles O. Andrews (1877–1946), US-amerikanischer Politiker
- Charles William Andrews (1866–1924), britischer Paläontologe und Zoologe
- Charlize Andrews (* 2001), australische Wasserballspielerin
- Cherish Andrews (* 1989), US-amerikanische Pokerspielerin
- Chris Andrews (* 1942), britischer Schlagersänger
- Chris Andrews (Politiker) (* 1964), irischer Politiker
- Christopher Andrews, US-amerikanischer Musiker, Sänger von Cuba (Band)
- Christopher Columbus Andrews (1829–1922), US-amerikanischer Offizier, Jurist und Diplomat
- Christopher Frederick Andrews  (* 1942), britischer Komponist und Sänger, siehe Chris Andrews
- Cooper Andrews (* 1985), US-amerikanischer Schauspieler
- Cyril Andrews (* ~1905), kanadischer Badmintonspieler

### D
- Dana Andrews (1909–1992), US-amerikanischer Schauspieler
- Daniel Andrews (* 1972), australischer Politiker der Australian Labor Party (ALP)
- Daryl Andrews (* 1977), kanadischer Eishockeyspieler
- David Andrews (Politiker) (Daithí Mac Aindriú; * 1935), irischer Politiker (Fianna Fáil)
- David Andrews (Schauspieler) (* 1952), US-amerikanischer Schauspieler
- David Andrews (Spezialeffektkünstler) (auch David Kelly-Andrews), US-amerikanischer Spezialeffektkünstler
- David Andrews (Footballspieler) (* 1992), US-amerikanischer American-Football-Spieler
- Del Andrews (1894–1942), US-amerikanischer Filmregisseur und Drehbuchautor
- Denise Andrews (* 1959), US-amerikanische Politikerin
- Donald Andrews (Segler) (* 1947), kanadischer Segler
- Donald Andrews (* 1955), US-amerikanisch-kanadischer Wirtschaftswissenschaftler
- Donna Andrews (Autorin) (* 1952), US-amerikanische Autorin
- Donna Andrews (Golfspielerin) (* 1967), US-amerikanische Golfspielerin

### E
- Ed Andrews, US-amerikanischer Blues-Sänger und -Gitarrist
- Edmund Andrews (1824–1904), US-amerikanischer Anatom, Chirurg, Geologe und Pionier der Lachgasanästhesie
- Edward Andrews (1914–1985), US-amerikanischer Schauspieler
- Eliphalet Frazer Andrews (1835–1915), US-amerikanischer Porträtmaler, Kopist und Kunstlehrer
- Eliza Frances Andrews (1840–1931), US-amerikanische Schriftstellerin, Pädagogin und Botanikerin
- Elizabeth B. Andrews (1911–2002), US-amerikanische Politikerin
- Ellesse Andrews (* 1999), neuseeländische Radsportlerin
- Emily Jane Harding Andrews (1850–1940), britische Malerin und Suffragette, siehe Emily J. Harding
- Ernie Andrews (1927–2022), US-amerikanischer Blues- und Jazzsänger

### F
- Fannie Fern Andrews (1867–1950), US-amerikanische Pazifistin und Autorin
- Frank M. Andrews (1884–1943), US-amerikanischer General

### G
- Gabrielle Faith Andrews (* 1996), US-amerikanische Tennisspielerin
- George Andrews (Mathematiker) (* 1938), US-amerikanischer Mathematiker
- George Augustus Andrews, eigentlicher Name von George Arliss (1868–1946), britischer Schauspieler
- George F. Andrews (1918–2000), US-amerikanischer Architekt, Hochschullehrer und Archäologe
- George Leonard Andrews (1828–1899), US-amerikanischer Offizier, Ingenieur und Hochschullehrer
- George R. Andrews (1808–1873), US-amerikanischer Politiker
- George Townsend Andrews (1804–1855), britischer Architekt
- George W. Andrews (1906–1971), US-amerikanischer Politiker
- George Whitfield Andrews (1861–1932), US-amerikanischer Komponist, Organist und Musikpädagoge
- Giuseppe Andrews (* 1979), US-amerikanischer Filmschauspieler
- Glen David Andrews (* 1979),  US-amerikanischer Jazz- und R&B-Musiker
- Glenn Andrews (1909–2008), US-amerikanischer Politiker
- Grace Andrews (1869–1951), US-amerikanische Mathematikerin

### H
- Harry Andrews (1911–1989), britischer Theater- und Filmschauspieler
- Harry Andrews (Snookerspieler), (unbekannt), australischer Snookerspieler
- Harry Thomson Andrews (1897–1985), südafrikanischer Diplomat
- Henry Cranke Andrews (um 1770–um 1830), britischer Botaniker, Pflanzenmaler und Kupferstecher
- Henry Nathaniel Andrews (1910–2002), US-amerikanischer Paläobotaniker

### I
- Ike Franklin Andrews (1925–2010), US-amerikanischer Politiker (North Carolina)
- Ilona Andrews, Pseudonym des Schriftsteller-Ehepaares Ilona und Andrew Gordon
- Inez Andrews (1929–2012), US-amerikanische Gospelsängerin
- Isaiah Andrews (* 1986), amerikanischer Wirtschaftswissenschaftler und Hochschullehrer
- Isobel Andrews (1905–1990), neuseeländische Autorin und Bühnenautorin

### J
- James Andrews (Kapitän) (um 1735–1780), britischer Kapitän
- James Andrews (Musiker) (* 1969), US-amerikanischer Musiker
- James Andrews (Tontechniker), britischer Tontechniker
- James Pettit Andrews (um 1737–1797), britischer Historiker
- Jessica Andrews (* 1983), US-amerikanische Country- und Pop-Sängerin
- Jessie Andrews (* 1992), US-amerikanische Pornodarstellerin
- Jimmy Andrews (1927–2012), schottischer Fußballspieler und -trainer
- Joely Andrews (* 2002), nordirische Fußballspielerin
- John Andrews (Architekt) (1933–2022), australisch-kanadischer Architekt
- John Andrews (Radsportler) (1934–2000), britischer Radrennfahrer
- John Andrews (Tennisspieler) (* 1952), US-amerikanischer Tennisspieler
- John Andrews (Leichtathlet) (* 1958), australischer Langstreckenläufer
- John Harwood Andrews (1927–2019), britischer Kartografiehistoriker
- John Miller Andrews (1871–1956), nordirischer Politiker
- John Nevins Andrews (1829–1883), US-amerikanischer Prediger und Theologe
- John T. Andrews (Politiker) (John Tuttle Andrews; 1803–1894), US-amerikanischer Politiker
- John T. Andrews (Geologe) (* 1937), britischer Geologe
- Jon Andrews (* 1967), neuseeländischer Radrennfahrer
- Josette Andrews (* 1995), US-amerikanische Leichtathletin
- Julie Andrews (* 1935), britische Schauspielerin und Sängerin
- Justin M. Andrews (1902–1967), US-amerikanischer Parasitologe
- Justin G. Andrews (* 1969), britischer Badmintonspieler
- Justin Andrews (Maler) (* 1973), australischer Maler
- Justin Andrews (Filmregisseur), US-amerikanischer Filmregisseur und Fernsehproduzent
- Justin Andrews (Schauspieler), US-amerikanischer Schauspieler

### K
- Kaare Andrews, kanadischer Comicautor und Regisseur
- Karen Andrews (* 1960), australische Politikerin
- Kay Andrews, Baroness Andrews (* 1943), britische Politikerin (Labour)
- Keith Andrews (Rennfahrer) (1920–1957), US-amerikanischer Automobilrennfahrer
- Keith Andrews (Kunsthistoriker) (1920–1989), britischer Kunsthistoriker
- Keith Andrews (Badminton) (* um 1945), englischer Badmintonspieler
- Keith Andrews (Rugbyspieler) (* 1962), südafrikanischer Rugby-Union-Spieler
- Keith Andrews (Fußballspieler) (* 1980), irischer Fußballspieler
- Kevin Andrews (1955–2024), australischer Politiker (LP)
- Kristos Andrews (* 1990), britisch-US-amerikanischer Schauspieler, Filmproduzent, Filmregisseur

### L
- Landaff Andrews (1803–1887), US-amerikanischer Politiker
- LaVerne Sofie Andrews (1911–1967), US-amerikanische Sängerin, Mitglied von The Andrews Sisters, siehe The Andrews Sisters
- Linda Andrews (Linda Andreasen; * 1973), färöische Gospelsängerin
- Lloyd Andrews (1894–1974), kanadischer Eishockeyspieler
- Lori Andrews (* 1952), US-amerikanische Juristin, Biotechnologin und Schriftstellerin
- Lowell Lee Andrews (1939/1940–1962), US-amerikanischer Mörder

### M
- Marian Andrews (Schriftstellerin) (1839–1929), britische Schriftstellerin
- Marian Andrews, Geburtsname von Marian Heffernan (* 1982), irische Leichtathletin
- Mark Andrews (Politiker) (1926–2020), US-amerikanischer Politiker (Republikanische Partei)
- Mark Andrews (Schwimmer) (* 1965), kanadischer Schwimmer
- Mark Andrews (Regisseur), US-amerikanischer Animator und Filmregisseur
- Mark Andrews (Rugbyspieler) (* 1972), südafrikanischer Rugbyspieler
- Mark Andrews (Wrestler) (* 1992), walisischer Wrestler
- Mark Andrews (Footballspieler) (* 1995), US-amerikanischer American-Football-Spieler
- Mark Andrews, bekannt als Sisqó (* 1978), US-amerikanischer Sänger
- Marvin Andrews (* 1975), Fußballspieler aus Trinidad und Tobago
- Maxine Angelyn Andrews (1916–1995), US-amerikanische Sängerin, Mitglied von The Andrews Sisters, siehe The Andrews Sisters
- Meghan Andrews (* 1979), US-amerikanische Schauspielerin
- Michael Andrews (Boxer), nigerianischer Boxer
- Michael Andrews (Komponist) (* 1967), US-amerikanischer Komponist
- Michael Andrews (Filmeditor), US-amerikanischer Filmeditor
- Michael A. Andrews (* 1944), US-amerikanischer Politiker
- Michael James Andrews (1928–1995), britischer Maler
- Michael Andrews (Fußballspieler) (* 1990), Fußballspieler
- Michelle Andrews (* 1971), australische Hockeyspielerin

### N
- Nancy Andrews (1924–1989), US-amerikanische Schauspielerin
- Naveen Andrews (* 1969), britischer Schauspieler
- Niall Andrews (1937–2006), irischer Politiker (Fianna Fáil)
- Nicholas Andrews (* 1997), australischer Hürdenläufer
- Nigel Andrews (* 1947), britischer Filmkritiker

### P
- Patty Andrews (Sängerin) (1918–2013), US-amerikanische Sängerin und Schauspielerin, Mitglied von The Andrews Sisters
- Paul Andrews (1958–2024), britischer Rocksänger, siehe Paul Di’Anno
- Peter Andrews (* 1940), britischer Paläoanthropologe
- Peter Andrews (* 1963), US-amerikanischer Filmregisseur, Filmproduzent und Drehbuchautor, siehe Steven Soderbergh

### R
- Réal Andrews (* 1963), US-amerikanischer Schauspieler
- Rob Andrews (* 1957), US-amerikanischer Politiker
- Robert Andrews (* 1928), US-amerikanischer Architekt
- Roy Chapman Andrews (1884–1960), US-amerikanischer Paläontologe
- Ruby Andrews (* 1947), US-amerikanische Soulsängerin

### S
- Samuel G. Andrews (1796–1863), US-amerikanischer Politiker
- Sasha Andrews (* 1983), kanadische Fußballspielerin
- Scott Andrews (Curler) (* 1989), schottischer Curler
- Scott Andrews (Rennfahrer) (* 1990), australischer Automobilrennfahrer
- Shelley Andrews (* 1953), kanadische Hockeyspielerin
- Sherlock James Andrews (1801–1880), US-amerikanischer Politiker
- Simon Andrews (1984–2014), britischer Motorradrennfahrer
- Solomon Andrews (1806–1872), US-amerikanischer Arzt, Erfinder und Luftschiff-Pionier
- Stanley Andrews (1891–1969), US-amerikanischer Schauspieler
- Starr Andrews (* 2001), US-amerikanische Eiskunstläuferin
- Susan Andrews (* 1971), australische Sprinterin und Mittelstreckenläuferin
- Sybil Andrews (1891–1992), britisch-kanadische Künstlerin

### T
- Tara Lee Andrews (* 1978), US-amerikanische Kulturwissenschaftlerin
- Theresa Andrews (* 1962), US-amerikanische Schwimmerin
- Thomas Andrews (Physikochemiker) (1813–1885), irischer Physikochemiker
- Thomas Andrews (Schiffbauer) (1873–1912), irischer Schiffbauer
- Thomas Andrews (Politiker) (* 1953), US-amerikanischer Politiker
- Tige Andrews (1920–2007), US-amerikanischer Schauspieler
- Tom Andrews (* 1954), US-amerikanischer Hürdenläufer und Sprinter
- Tom Andrews (Musiker), (1941/42–2022) US-amerikanischer Jazzmusiker
- Troy Andrews (* 1986), US-amerikanischer Jazz- und R&B-Musiker, siehe Trombone Shorty

### V
- V. C. Andrews (Virginia Cleo Andrews; 1923–1986), US-amerikanische Schriftstellerin

### W
- Walter Andrews (Radsportler) (1881–??), kanadischer Radsportler
- Walter G. Andrews (1889–1949), US-amerikanischer Politiker
- William Andrews (Schauspieler), US-amerikanischer Schauspieler
- William Andrews († 1992), US-amerikanischer Airman, siehe Hi-Fi-Morde von Ogden
- William Andrews (Footballspieler) (* 1955), US-amerikanischer American-Football-Spieler
- William Andrews (Komiker) (* 1977), britischer Komiker und Schauspieler
- William E. Andrews (1854–1942), US-amerikanischer Politiker
- William Henry Andrews (1846–1919), US-amerikanischer Politiker
- William Noble Andrews (1876–1937), US-amerikanischer Politiker

### Fiktive Personen
- Bob Andrews, fiktive Person aus der Jugendbuchreihe Die drei ???